# Gitta Mallasz
Gitta Mallász, verheiratet Gitta Walder, (* 21. Juni 1907 in Ljubljana, Österreich-Ungarn; † 25. Mai 1992 in Ampuis, Frankreich) war eine ungarische Grafikerin, Malerin sowie Autorin und eine Gerechte unter den Völkern.

## Leben

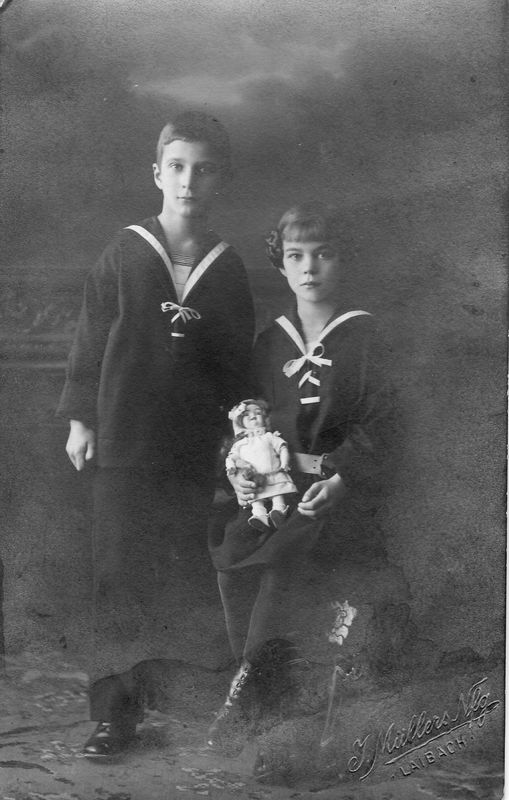
Ottomár und Gitta Mallász um 1914

Margit Eugenie (Gitta) Mallász ist 1907 in eine österreichisch-ungarische Familie geboren. Ihr Vater war Offizier des ungarischen Militärs und ihre Mutter war Österreicherin. Als Jugendliche besucht sie die Schule für Kunstdekoration in Budapest, wo sie sich mit Hanna Dallos anfreundet. Als gute Schwimmerin gewinnt sie die Bronzemedaille in der 4 × 100-m-Freistilstaffel bei den Schwimmeuropameisterschaften 1931 in Paris. So lernt sie Lili Strausz kennen, die Yoga lehrt und massiert. Gegen 1934 fängt Gitta Mallász wieder zu malen an und arbeitet zusammen mit Hanna Dallos in der Werkstatt, die diese mit ihrem Mann Joseph Kreutzer in Buda in der Ilonka Szabo Straße führt. Da der Antisemitismus in Horthy-Ungarn wächst, ist sie es, die Aristokratin, die die Aufträge einholt, die dann von Hanna Dallos und Joseph Kreutzer ausgeführt werden. Beide sind Juden, Lili Strausz auch.

### 1939–1944
Der Zweite Weltkrieg bricht aus. Die Stimmung wird schwer und angstvoll. Das Ehepaar mietet ein kleines Haus im Umland von Budapest. Gitta Mallász und Lili Strausz kommen dazu. So wird ein Quartett von jungen, anspruchsvollen Leuten geboren, die nach Spiritualität suchen.
Eines Tages, Gitta Mallász spricht mit Hanna Dallos über ihre Gedanken, warnt diese sie, dass sie jetzt nicht mehr redet. Es ist der 25. Juni 1943. In diesem Moment fängt Die Antwort der Engel an: 17 Monate lang erhalten sie eine spirituelle Lehre, die von Hanna Dallos überbracht wird. Sie endet in einer ehemaligen Schule, zu einer Werkstatt für Militärbekleidung geworden, um Hunderte von Juden zu retten. Diese Werkstatt wird von Gitta Mallász geleitet, um ihre Freunde zu beschützen. Aber im Ungarn von 1944 schließt sich der Teufelskreis der Nazis um sie. Joseph Kreutzer wird am 3. Juni deportiert, Hanna Dallos und Lili Strausz kommen am 2. Dezember nach Ravensbrück – ohne Wiederkehr. Gitta Mallász ist alleine mit ihren kleinen schwarzen Heften, in denen die Lehren aufgeschrieben wurden.

### 1945–1960
Gitta Mallász übernimmt das zerstörte Atelier ihrer Freundin Adrienn Frankovszky in der Batthyanyi Straße 4. Später wird sie Kostümzeichnerin, Dekorateurin und Interpret der Allami Népi Együttes (Nationale Folkloregruppe) von Rabai Miklos. Trotz ihres beruflichen Erfolges beschreibt sie sich in diesen Jahren als umherziehender Kadaver. 1960 „wählt sie die Freiheit“ und lässt sich in Frankreich nieder.

### 1960–1992
Damit ihre Familie nicht belästigt wird, schließt sie zuvor eine Scheinehe mit Laci Walder, einem kommunistischen Juden, bei den Internationalen Brigaden. Es wird eine Liebesheirat. Zusammen mit ihrem Mann, Hélène Boyer und vielen Freunden widmet sie sich ihrer Aufgabe: die Übersetzung der Lehren. Die Veröffentlichung lässt auf sich warten. Aber der Schriftsteller Claude Mettra, der Produzent bei France Culture ist, widmet Gitta Mallász und ihrem spirituellen Abenteuer am 22. März 1976 eine Radiosendung. Die Wirkung ist gewaltig. Kurz danach wird der Text vom Aubier Verlag veröffentlicht. Dank einer Sendung von France Inter mit dem bekannten Interviewer Jacques Chancel am 10. März 1977 wird sie auch der breiten Masse bekannt gemacht.
Laci Walder stirbt 1982. Gitta Mallász weigert sich hartnäckig, ein Guru zu werden, obwohl alles sie dazu einlädt. Aber im Juni 1983 löst eine Einladung zur Konferenz im Carl Gustav Jung Institut in Zürich aus: von dieser Konferenz an bis zum Ende ihres Lebens widmet Gitta Mallász sich den Erklärungen der „Antwort der Engel“ und warnt vor falschen Interpretationen bei ihren Konferenzen, oder in den Büchern dieser Erklärungen. 1988 bricht sie bei einem schweren Unfall beide Handgelenke. Sie verlässt also ihr kleines Haus im Périgord, um im Ampuis, in der Côte-Rôtie, umgeben von Weinreben, bei Bernard und Patricia Montaud zu leben, mit denen sie eine enge Freundschaft verbindet.
Seit 1985 organisiert dieser ihre Konferenzen. Sie lebt friedvoll dort in ihren letzten Jahren, schreibt ihre letzten Bücher und erteilt mit Freude die „Lehre der Engel“.
Sie stirbt am 25. Mai 1992. Ihre Asche wird in die Rhone gestreut. Wie ihre Freunde hat auch sie keine Grabstätte.

## Auszeichnungen
Posthum wurde ihr von Yad Vashem 2011 der Titel „Gerechte unter den Völkern“ verliehen, weil sie 1944 während ihrer Leitung der Werkstatt für Militäruniformen in Katalin, Budapest, hunderte von jüdischen Frauen und Kinder gerettet hatte.

## Werke
- Die Antwort der Engel (aufgezeichnet und kommentiert von Gitta Mallász, mündlich überliefert von Hanna Dallos. Deutsche Fassung und Herausgabe von Lela Hinshaw-Fischli mit der Hilfe von Gitta Mallász). Daimon Verlag, Einsiedeln 1981 ISBN 978-3-85630-752-3
- Die Engel erlebt. Daimon Verlag, Einsiedeln 1983 ISBN 978-3-85630-614-4
- Weltenmorgen. Daimon Verlag, Einsiedeln 1986 ISBN 978-3-85630-025-8
- Sprung ins Unbekannte. Daimon Verlag, Einsiedeln 1990 ISBN 978-3-85630-717-2

## Kunstwerk
Gitta Mallász arbeitet zuerst in Hanna Dallos Atelier für Dekorations- und Kunstgraphik in Budapest. Dort produziert sie Plakate und Werbe- oder Tourismusdokumente und illustriert Bücher und Wunschkarten. Nach dem Krieg gründet sie ihr eigenes Atelier, in dem eine große Palette ihrer Arbeiten verwirklicht wird. In den fünfziger Jahren arbeitet sie als Kostümdesignerin für das Volksensemble des ungarischen Staates. In Frankreich in den sechziger Jahren illustriert sie Schallplattenhüllen und Kinderbücher und bemalt Möbel in ungarischem Stil.